# パディ・マクネア
パトリック・ジェイムズ・コールマン・マクネア（Patrick James Coleman "Paddy" McNair, 1995年4月27日 - ）は、北アイルランド出身のサッカー選手。サッカー北アイルランド代表。ポジションはミッドフィールダー。

## クラブ経歴
マクネアが12歳の時に北アイルランドを拠点にマンチェスター・ユナイテッドのスカウトを務めいたトニー・コールターに見初められ、学校が休みの時にはクラブの練習に通い始めるようになった。2011年にユナイテッドに加入し、バリークレア・コルツでは中盤の選手として活躍をしていたが、ユースチームのコーチであったポール・マクギネスによりディフェンダーにコンバートされた。ディフェンスラインにポジションを移すまで、マクギネスはマクネアにマイケル・キャリックの姿を重ねていた。 
トップチームのディフェンスラインに欠場者が多く出たこともあり、2014年9月27日に行われ、2-1で勝利したウェストハム・ユナイテッド戦にスターティングメンバーとして出場し、プレミアリーグデビューを果たした。
2016年8月11日、チームメイトのドナルド・ラブと共に、サンダーランドAFCへ移籍することが発表された。
2018年6月26日、ミドルズブラFCと4年契約を締結したことが発表された。移籍金は非公開となっている。
2024年7月25日、2025年からメジャーリーグサッカーに参戦するサンディエゴFCに3年契約で移籍した。12月31日まではウェスト・ブロムウィッチ・アルビオンFCにレンタルされることになった。

## 代表経歴
2014年11月4日にUEFA EURO 2016予選のルーマニア代表戦に向けたA代表メンバーに初めて招集されたが、出場機会は得られなかった。

## 個人成績
| 所属クラブ        | シーズン     | リーグ | リーグ | カップ | カップ | リーグカップ | リーグカップ | UEFA主催 | UEFA主催 | 合計 | 合計   |
| 所属クラブ        | シーズン     | 出場   | ゴール | 出場   | ゴール | 出場         | ゴール       | 出場     | ゴール   | 出場 | ゴール |
| ----------------- | ------------ | ------ | ------ | ------ | ------ | ------------ | ------------ | -------- | -------- | ---- | ------ |
| マンチェスター・U | 2014-15      | 16     | 0      | 2      | 0      | 0            | 0            | 0        | 0        | 18   | 0      |
| マンチェスター・U | 2015-16      | 8      | 0      | 0      | 0      | 0            | 0            | 1        | 0        | 9    | 0      |
| キャリア合計      | キャリア合計 | 24     | 0      | 2      | 0      | 0            | 0            | 1        | 0        | 27   | 0      |

## タイトル

### クラブ
マンチェスター・ユナイテッド
- FAカップ : 2015-16